# Família Gefion
A família Gefion é uma família de asteroides constituída por asteroides tipo S localizados no cinturão principal. Ela deve seu nome ao seu membro de menor número 1272 Gefion.

## Características

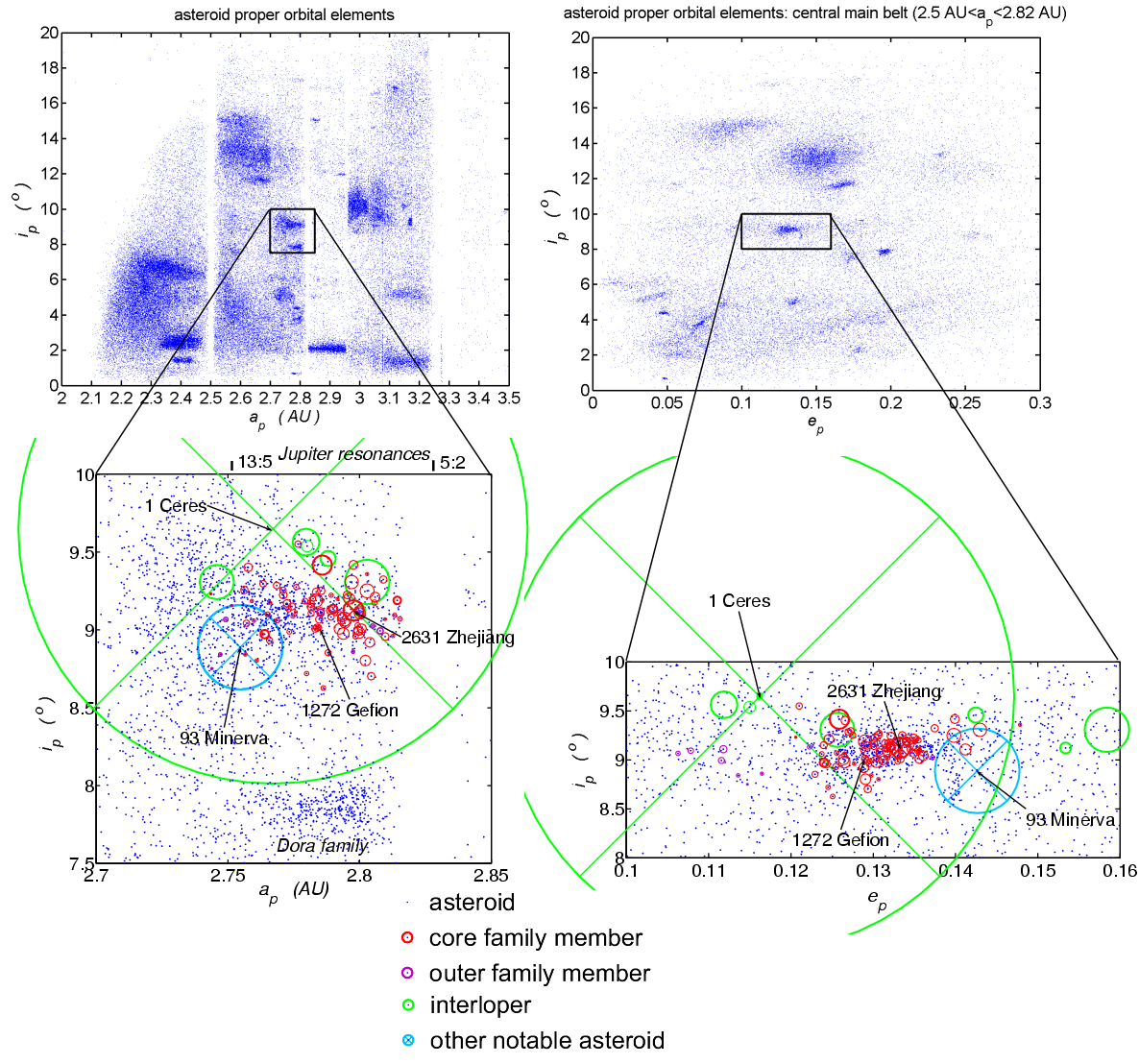
Localização e estrutura da família Gefion.

A família é muito grande, por exemplo, a análise de Zappala, em 1995, encontrou cerca de uma centena de membros no núcleo. Uma pesquisa de um banco de dados recente de elemento próprio encontrou 766 objetos.
2631 Zhejiang que tem um diâmetro de 34 km, e é o maior membro do núcleo cujo diâmetro foi estimado com segurança, embora 2911 Miahelena seja mais brilhante, e teria um diâmetro aproximada de cerca de 47 km, dado o mesmo (muito baixo) albedo de 0,025.

## Família Ceres, família Minerva, e intrusos
Até recentemente, esta família era conhecida como família Ceres ou familiar de Minerva de 1 Ceres (o maior asteroide) ou 93 Minerva. No entanto, as análises espectroscópicas mostraram que estes maiores membros eram na verdade intrusos em sua própria família, com tipos espectrais diferentes dos da maioria dos membros. Outros intrusos conhecidos são 255 Oppavia, 374 Burgundia, 2507 Bobone, e 2559 Svoboda. Isso deixou o asteroide relativamente menor 1272 Gefion como o membro da família. com o menor número.

## Os membros do núcleo
Os principais membros identificados pela pesquisa do método Zappalà HCM são mostrados na tabela à direita.